# Ella Halvarsson
Ella Karin Anna Halvarsson, född 22 oktober 1999 i Borlänge, är en svensk skidskytt och längdskidåkare, tävlande för Biathlon Östersund och tidigare IFK Mora SK.

## Karriär
Halvarsson var med och vann VM-guld med det svenska laget i stafetten i juniorvärldsmästerskapen i skidskytte i Otepää 2018, tillsammans med bland andra Elvira Öberg. Halvarsson har tävlat i både skidskytte och längdskidåkning men lade om satsningen enbart till skidskytte inför säsongen 2020/2021 och var medlem i landslagets juniorlag säsongen 2020/2021. Halvarsson började tävla internationellt på seniornivå säsongen 2020/2021, då tog hon flera topp 10-placeringar i IBU-cupen. 
Inför sommaren 2024 erhöll Halvarsson en fast plats i A-landslaget. Halvarsson fick sitt genombrott i seniorsammanhang säsongen 2024/2025. I säsongens allra första tävling blev hon uttagen till singlemixedstafett i Kontiolax. Hon körde tillsammans med Sebastian Samuelsson och de båda vann tävlingen. Under säsongens första individuella världscuptävling slutade hon på andra plats. Tävlingen var hennes tredje individuella världscuplopp i karriären. Halvarsson hävdade efter genombrottet att prispengarna hon tilldelades efter pallplatserna i Kontiolax var mer än en vanlig årslön för henne.
Vid sitt första världsmästerskap i Lenzerheide 2025 tog Halvarsson silver i distansloppet efter fullt skytte.

## Familj och övrigt
Ella Halvarssons far Per-Erik Halvarsson har tidigare spelat innebandy för Hammarö IBK och Mora IBK i svenska högsta ligan, och representerat det svenska landslaget i samma sport.
Halvarsson har själv talat ut om sin tendens att kräkas både före och efter loppen av nervositet. Enligt henne var det ett störningsmoment men har blivit något av hennes signalement och hon anser att hon lärt sig att inte låta det påverka hennes prestationer på senare år.
Halvarsson medverkade i talkshowen Carina Bergfeldt den 28 februari 2025 tillsammans med bland annat Josef Fares. Under intervjun med Halvarsson utlovade Fares plötsligt att han skulle dubbla summan som Halvarsson vann i prispengar på det nyligen avslutade världsmästerskapet, 300 000 kronor.

## Resultat

### Pallplatser i världscupen och världsmästerskap

#### Individuellt
Halvarsson har en individuell pallplats i världscupen: en andraplats. Från världsmästerskap har hon ett silver. 
| Säsong  | Datum            | Plats            | Disciplin         | Placering |
| ------- | ---------------- | ---------------- | ----------------- | --------- |
| 2024/25 | 4 december 2024  | Kontiolax        | Distans (12,5 km) | 2:a       |
| 2024/25 | 18 februari 2025 | Lenzerheide (VM) | Distans (15 km)   | 2:a       |

#### Lag
I lag har Halvarsson tre pallplatser i världscupen: två seger och en tredjeplats.
| Säsong  | Datum            | Plats            | Disciplin | Placering | Lagkamrat(er)                      |
| ------- | ---------------- | ---------------- | --------- | --------- | ---------------------------------- |
| 2024/25 | 30 november 2024 | Kontiolax        | Singelmix | 1:a       | Samuelsson                         |
| 2024/25 | 15 december 2024 | Hochfilzen       | Stafett   | 3:a       | Magnusson / Heijdenberg / E. Öberg |
| 2024/25 | 26 januari 2025  | Antholz          | Stafett   | 1:a       | Skottheim / Magnusson / H. Öberg   |
| 2024/25 | 22 februari 2025 | Lenzerheide (VM) | Stafett   | 3:a       | Magnusson / H.Öberg / E.Öberg      |

### Ställning i världscupen
| Säsong  | Totalt | Totalt | Distans | Distans | Sprint | Sprint | Jaktstart | Jaktstart | Masstart | Masstart |
| Säsong  | Poäng  | Plac.  | Poäng   | Plac.   | Poäng  | Plac.  | Poäng     | Plac.     | Poäng    | Plac.    |
| ------- | ------ | ------ | ------- | ------- | ------ | ------ | --------- | --------- | -------- | -------- |
| 2024/25 | 367    | 18:e   | 109     | 6:a     | 78     | 35:a   | 98        | 25:a      | 82       | 22:a     |

### Världsmästerskap
| Tävling          | Distans | Sprint | Jaktstart | Masstart | Stafett | Mixstafett | Singelmix |
| ---------------- | ------- | ------ | --------- | -------- | ------- | ---------- | --------- |
| Lenzerheide 2025 | Silver  | 9:e    | 9:e       | 17:e     | Brons   | —          | 5:a       |